# Tomasz Tryzna
Tomasz Tryzna (ur. 15 marca 1948 w Ostroszowicach) – polski pisarz, reżyser filmowy i scenarzysta.
Urodził się w Ostroszowicach niedaleko Bielawy (Dolny Śląsk). Mieszkał i uczył się w Świdnicy. Jego najsłynniejsza powieść Panna Nikt została wydana i przetłumaczona w wielu krajach w Europie, USA i Brazylii. Film na podstawie książki Panna Nikt wyreżyserował Andrzej Wajda.

## Twórczość

### Filmy amatorskie na taśmie 8 i 16 mm
- 1965 – Instruktaż
- 1966 – Pierwsza miłość
- 1967 – Biała kula
- 1969 – Gra w zielone
- 1972 – Hadassa
- 1973 – Dziewczyna pod mostem (niedokończony z braku środków)
- 1974 – Samotność języka (nagroda na Międzynarodowym Festiwalu Filmów Amatorskich POL-8)

### Opowiadania
- 1975 – W górę rzeki
- 1975 – Kronika jednego ludzika (cykl wierszy)

### Sztuki teatralne
- 1976 – Tak dalej być nie może (nagroda miesięcznika Scena)

### Scenariusze filmowe
- 1980 – Chłopiec (reż. Leszek Staroń)
- 1981 – Książę (reż. Krzysztof Czajka)
- 1981 – Murmurando (reż. Andrzej Barszczyński)
- 1983 – Dziura (zakupiony przez zespół „Rondo” Wojciecha Hasa)
- 1983 – Sześć milionów sekund (19-odcinkowy serial; reż. Leszek Staroń)
- 1984 – Panny (reż. Wojciech Sawa) (I nagroda na festiwalu filmowym w Houston w USA)
- 1987 – Opowieść Harleya (reż. Wiesław Helak)
- 1987 – Xiąże ciemności (scenariusz do 12-godzinnego serialu telewizyjnego)
- 1988 – Złodziej (według dramatu Wiesława Myśliwskiego; reż. Wiesław Helak)
- 1989 – Sadzawka Syloe
- 1990 – Śmondak znikąd
- 1992 – Ajlawiu Szwarceneger
- 1992 – Kaskaderskie opowieści (emisje w Polsacie i TVP 2)
- 1993 – Trrr - obrazki do nakręcania (premiera w 1994 w TVP 2)
- 1999 – Czy można się przysiąść (scenariusz i reżyseria; premiera w TVP 2 w sierpniu 2000 r.; w roli głównej wystąpił Stanisław Tym)

### Powieści
- 1970–1971 – Cud pospiesznej apoteozy
- 1976 – Ryba latająca (powieść nieukończona)
- 1988 – Panna Nikt (pierwsze wydanie w 1994 r., masowe wydanie w 1995 r.) (premiera filmu Panna Nikt w reż. Andrzeja Wajdy w 1996 r.)
- 2003 – Idź, kochaj (akcja powieści rozgrywa się w Świdnicy i Warszawie)
- 2007 – Taniec w skorupkach
- 2010 – Blady Niko